# Rizokarpaso
Rizokarpaso (gr. Ριζοκάρπασο, tur. Dipkarpaz) – miasto na Cyprze, w dystrykcie Famagusta. Położone jest na terenie republiki Cypru Północnego.